# 志賀本通
志賀本通（しがほんとおり、しがほんどおり）は、愛知県名古屋市北区にある地名。現行行政地名は志賀本通1丁目及び志賀本通2丁目。住居表示未実施。

## 地理
名古屋市北区南部に位置する。東は若葉通、西は黒川に残る志賀町を挟み志賀南通、南は神明町・大蔵町、北は猿投町に接する。西から順に1丁目・2丁目がある。町域は名古屋市道名古屋環状線に沿って東西に長く設定されている。

## 歴史

### 町名の由来
志賀町の一部より分離したことによる。志賀自体の由来は、かつてこの町が海に面していたことによる波の「皺（しわ）」が転じたという説と、湿地を示す「湿（しる）き陸」の「か（場所）」であるという説がある。また、「志賀本通」の読みは本来「しがほんとおり」であるが、連濁の例や同地内の駅名が正式に「しがほんどおり」とされていることもあり、後者の読みで呼ばれることが多い。

### 沿革
- 1930年（昭和5年）3月15日 - 西区志賀町の一部（字下三反田・東猿投・寺西・上三反田の各一部）により西区志賀本通として成立[1]。
- 1937年（昭和12年） - 東区に編入[3]。
- 1944年（昭和19年）2月11日 - 北区成立に伴い同区に編入[3]。

## 世帯数と人口
2019年（平成31年）1月1日現在の世帯数と人口は以下の通りである。
| 町丁     | 世帯数  | 人口    |
| -------- | ------- | ------- |
| 志賀本通 | 736世帯 | 1,414人 |

### 人口の変遷
国勢調査による人口の推移
| 1995年（平成7年）  | 863人   | [ WEB 5 ] |  |
| 2000年（平成12年） | 940人   | [ WEB 6 ] |  |
| 2005年（平成17年） | 838人   | [ WEB 7 ] |  |
| 2010年（平成22年） | 895人   | [ WEB 8 ] |  |
| 2015年（平成27年） | 1,077人 | [ WEB 9 ] |  |

## 学区
市立小・中学校に通う場合、学校等は以下の通りとなる。また、公立高等学校に通う場合の学区は以下の通りとなる。
| 番・番地等 | 小学校               | 中学校                 | 高等学校 |
| ---------- | -------------------- | ---------------------- | -------- |
| 全域       | 名古屋市立大杉小学校 | 名古屋市立八王子中学校 | 尾張学区 |

## 交通

### 鉄道
- 名古屋市営地下鉄（名古屋市交通局）
  - 名城線 - 志賀本通駅

### バス
- 名古屋市営バス（名古屋市交通局）
  - 志賀橋停留所 - 名駅15号系統（名古屋駅行・砂田橋行）[WEB 12]
  - 志賀本通停留所 - 名駅15号系統（名古屋駅行・砂田橋行）[WEB 13]

### 道路
- 名古屋市道名古屋環状線

## 施設
- アンビックス志賀ストリートタワー
  - 1993年（平成5年）11月築の25階建て高層マンション[WEB 14]。
- 日新琺瑯製作所
- ひろせ整形外科
- 米常商事本社（現存せず）

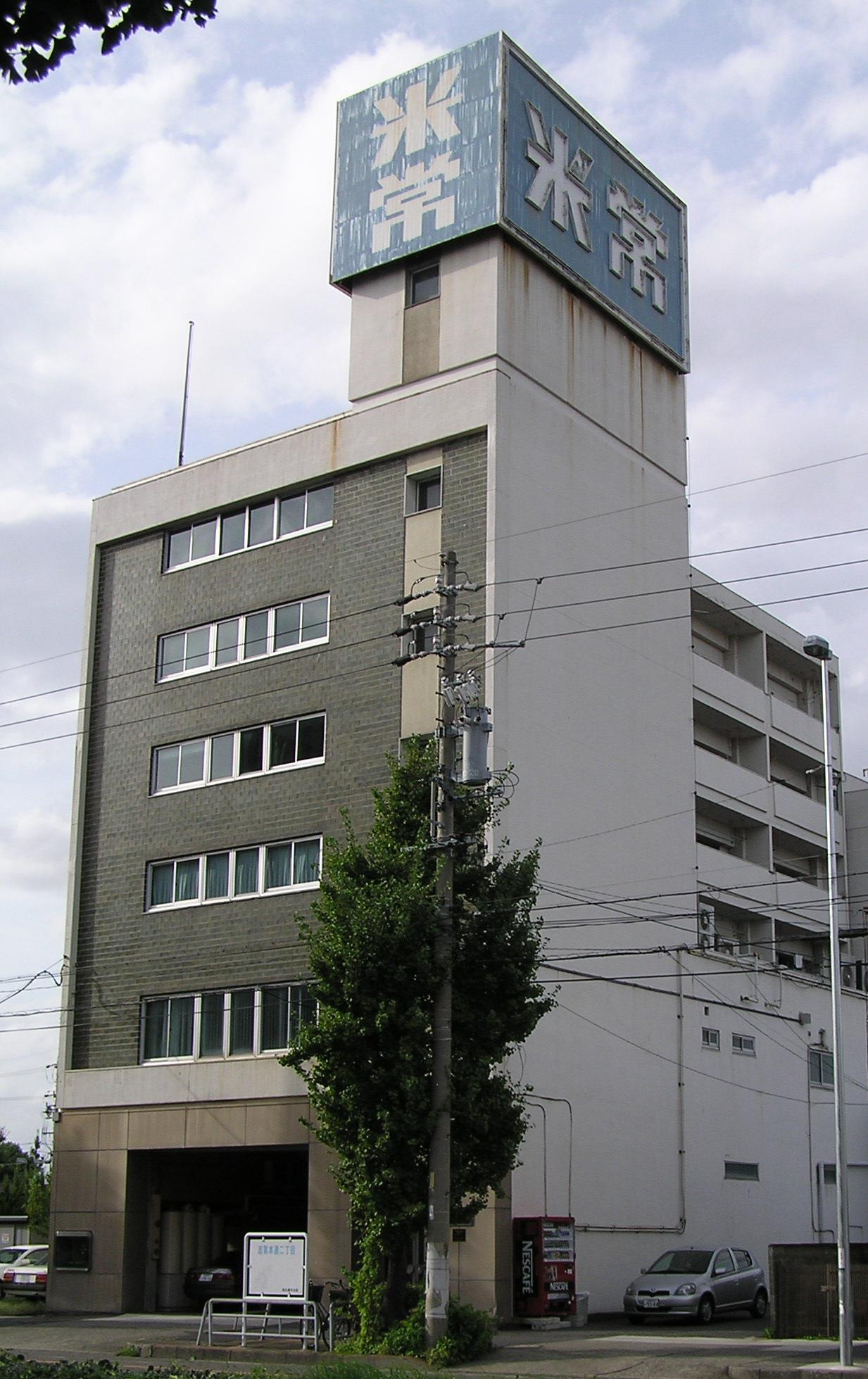
米常商事本社（2006年9月）

## その他

### 日本郵便
- 郵便番号 : 462-0853[WEB 2]（集配局：名古屋北郵便局[WEB 15]）。

### WEB
1. 1 2  “町・丁目(大字)別、年齢(10歳階級)別公簿人口(全市・区別)”.   名古屋市 (2019年1月23日). 2019年1月23日閲覧。
2. 1 2  “郵便番号”.  日本郵便. 2019年1月6日閲覧。
3. ↑  “市外局番の一覧”.   総務省. 2019年1月6日閲覧。
4. ↑  “北区の町名一覧”.   名古屋市 (2015年10月21日). 2019年1月12日閲覧。
5. ↑  総務省統計局 (2014年3月28日). “平成7年国勢調査の調査結果(e-Stat) - 男女別人口及び世帯数 －町丁・字等” (CSV). 2019年4月27日閲覧。
6. ↑  総務省統計局 (2014年5月30日). “平成12年国勢調査の調査結果(e-Stat) - 男女別人口及び世帯数 －町丁・字等” (CSV). 2019年4月27日閲覧。
7. ↑  総務省統計局 (2014年6月27日). “平成17年国勢調査の調査結果(e-Stat) - 男女別人口及び世帯数 －町丁・字等” (CSV). 2019年4月27日閲覧。
8. ↑  総務省統計局 (2012年1月20日). “平成22年国勢調査の調査結果(e-Stat) - 男女別人口及び世帯数 －町丁・字等” (CSV). 2019年4月27日閲覧。
9. ↑  総務省統計局 (2017年1月27日). “平成27年国勢調査の調査結果(e-Stat) - 男女別人口及び世帯数 －町丁・字等” (CSV). 2019年4月27日閲覧。
10. ↑  “市立小・中学校の通学区域一覧”.   名古屋市 (2018年11月10日). 2019年1月14日閲覧。
11. ↑  “平成29年度以降の愛知県公立高等学校（全日制課程）入学者選抜における通学区域並びに群及びグループ分け案について”.   愛知県教育委員会 (2015年2月16日). 2019年1月14日閲覧。
12. ↑  名古屋市交通局. “なごや地図ナビ 志賀橋”. 2013年12月4日閲覧。
13. ↑  名古屋市交通局. “なごや地図ナビ 志賀本通”. 2013年12月4日閲覧。
14. ↑  リクルート住まいカンパニー. “SUUMO物件ライブラリー アンビックス志賀ストリートタワー”. 2013年12月4日閲覧。
15. ↑  郵便番号簿 平成29年度版 - 日本郵便. 2019年01月06日閲覧 (PDF)

### 書籍
1. 1 2  名古屋市北区役所市民室 1979, p. 58.
2. ↑  名古屋市北区役所市民室 1979, p. 13.
3. 1 2 3  「角川日本地名大辞典」編纂委員会 1989, p. 628.